# Molophilus coraperena
Molophilus coraperena är en tvåvingeart som beskrevs av Günther Theischinger 1992. Molophilus coraperena ingår i släktet Molophilus och familjen småharkrankar. Inga underarter finns listade i Catalogue of Life.